# Băcești (okręg Vaslui)
Băceștiⓘ – wieś w Rumunii, w okręgu Vaslui, w gminie Băcești. W 2011 roku liczyła 2355 mieszkańców.